# Karchane-je Siman-e Gharb
Karchane-je Siman-e Gharb (perski: كارخانه سيمان غرب) – osiedle w zachodnim Iranie, w ostanie Kermanszah. W 2006 roku miejscowość liczyła 96 osób w 29 rodzinach.